# Vaterpolo na Mediteranskim igrama 2018.
Vaterpolski turnir na MI 2018. održao se u Tarragoni u Španjolskoj. Hrvatska reprezentacija nije branila naslov. 

## Turnir

### Skupina A
| Nadnevak   | 1. momčad | Ishod | 2. momčad |
| ---------- | --------- | ----- | --------- |
| 27. lipnja | Francuska | 13:8  | Portugal  |
|            | Srbija    | 6:5   | Crna Gora |
| 28. lipnja | Srbija    | 14:4  | Francuska |
|            | Crna Gora | 25:0  | Portugal  |
| 29. lipnja | Srbija    | 21:1  | Portugal  |
|            | Crna Gora | 11:6  | Francuska |

|    | Tablica   | I | Pob. | Por. | Pos. P | Prim. P | RP  | Bodovi |
| -- | --------- | - | ---- | ---- | ------ | ------- | --- | ------ |
| 1. | Srbija    | 3 | 3    | 0    | 41     | 10      | +31 | 9      |
| 2. | Crna Gora | 3 | 2    | 1    | 41     | 12      | +29 | 6      |
| 3. | Francuska | 3 | 1    | 2    | 23     | 33      | -10 | 3      |
| 4. | Portugal  | 3 | 0    | 3    | 9      | 59      | -50 | 0      |

### Skupina B
| Nadnevak   | 1. momčad  | Ishod           | 2. momčad  |
| ---------- | ---------- | --------------- | ---------- |
| 27. lipnja | Grčka      | 7:7, 3:4 (pet.) | Italija    |
|            | Španjolska | 20:5            | Turska     |
| 28. lipnja | Italija    | 23:3            | Turska     |
|            | Grčka      | 4:3             | Španjolska |
| 29. lipnja | Grčka      | 21:2            | Turska     |
|            | Italija    | 6:7             | Španjolska |

|    | Tablica    | I | Pob. | Por. | Pos. P | Prim. P | RP  | Bodovi |
| -- | ---------- | - | ---- | ---- | ------ | ------- | --- | ------ |
| 1. | Grčka      | 3 | 2    | 1    | 32     | 12      | +20 | 7      |
| 2. | Španjolska | 3 | 2    | 1    | 30     | 15      | +15 | 6      |
| 3. | Italija    | 3 | 2    | 1    | 36     | 17      | +19 | 5      |
| 4. | Turska     | 3 | 0    | 3    | 10     | 64      | -54 | 0      |

### Utakmica za sedmo mjesto
30. lipnja 2018.
- Turska -  Portugal 4:6

### Utakmica za peto mjesto
30. lipnja 2018.
- Italija -  Francuska 15:2

### Utakmica za broncu
1. srpnja 2018.
- Španjolska -  Crna Gora 4:6

### Utakmica za zlato
1. srpnja 2018.
- Grčka -  Srbija 8:8, 2:4 (pet.)

| Pobjednici          |
| ------------------- |
| Srbija Drugi naslov |